# Typhloligidium coecum
Typhloligidium coecum är en kräftdjursart som först beskrevs av Carl 1904.  Typhloligidium coecum ingår i släktet Typhloligidium och familjen gisselgråsuggor. Inga underarter finns listade i Catalogue of Life.